# Ellerbachtal
Koordinaten: 51° 41′ 49″ N, 8° 48′ 36″ O

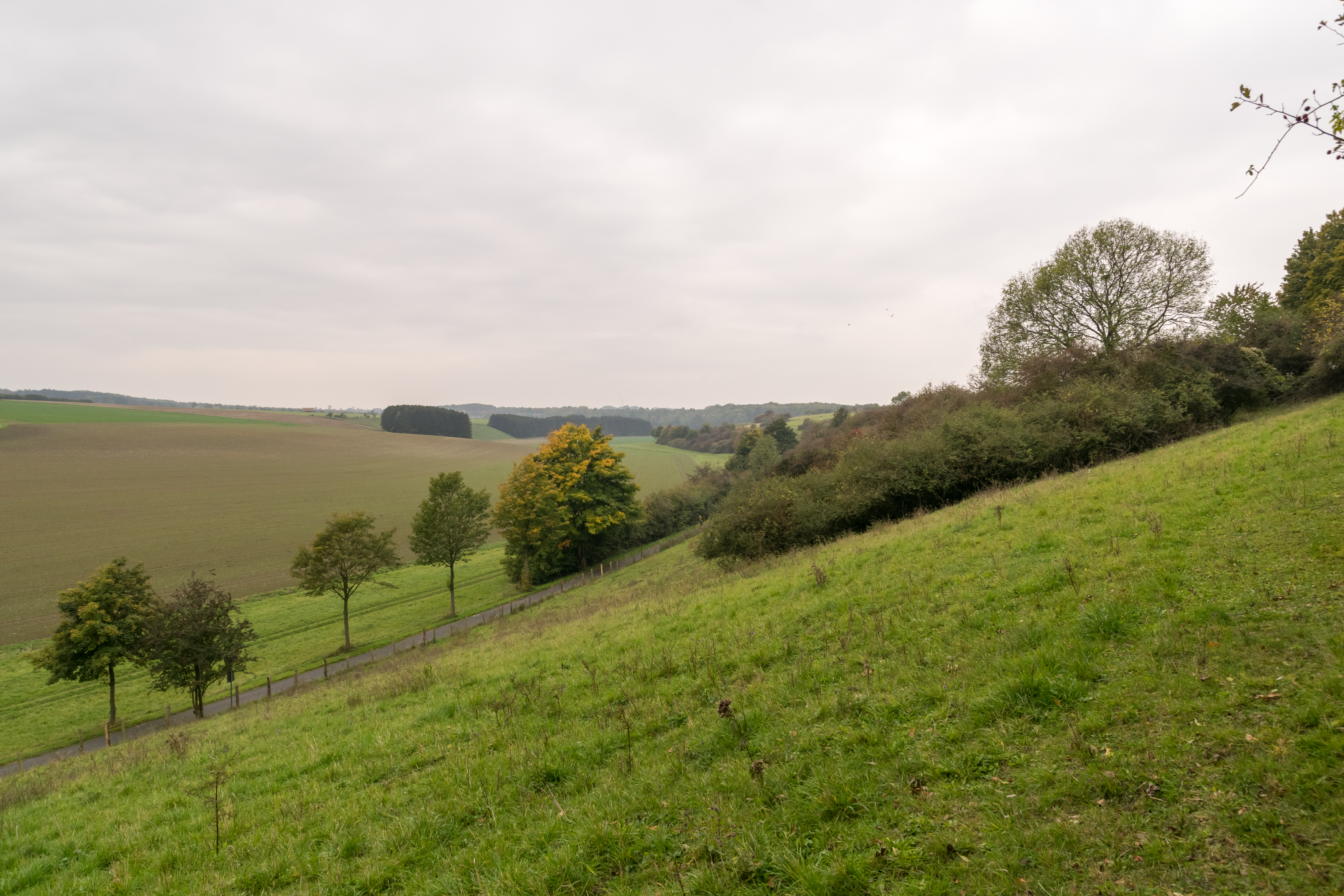
Naturschutzgebiet Ellerbachtal (Oktober 2015)

Das Naturschutzgebiet Ellerbachtal liegt auf dem Gebiet der Stadt Paderborn im Kreis Paderborn in Nordrhein-Westfalen. Das aus zwei Teilflächen bestehende Gebiet erstreckt sich östlich der Kernstadt von Paderborn und westlich von Dahl, einem südöstlichen Stadtteil von Paderborn, entlang des Ellerbaches. Nördlich des Gebietes verläuft die Kreisstraße K 38, östlich die K 1, südlich die B 68 und nordwestlich die B 64. Nördlich erstreckt sich das etwa 934 ha große Naturschutzgebiet Krumme Grund – Pamelsche Grund.

## Bedeutung
Das etwa 42,2 ha große Gebiet wurde im Jahr 1999 unter der Schlüsselnummer PB-054 unter Naturschutz gestellt. Schutzziele sind
- der Erhalt und die Optimierung eines Bachtales mit Magergrünland und Kleingehölzstrukturen als wertvolle Vernetzungsbiotope,
- der Erhalt gut ausgeprägter Kalk-Magerrasen und Hecken als Refugialbiotope und bedeutender Trittstein im landesweiten Biotopverbund in einer ausgeräumten, überwiegend ackerbaulich genutzten Landschaft sowie
- der Erhalt und die Wiederherstellung eines strukturreichen Trockentales im Oberen Ellerbachtal mit kleinflächigen, aber gut ausgeprägter Kalk-Magerrasen und Hecken als Refugialbiotop und Trittstein im Biotopverbund innerhalb einer ausgeräumten, überwiegend ackerbaulich genutzten Landschaft.[2]